# 乙部ヘリポート
乙部ヘリポート（おとべヘリポート）は、北海道爾志郡乙部町姫川に所在する場外離着陸場（ヘリポート）である。元公共用ヘリポート。

## 概要
1991年（平成3年）8月に増毛ヘリポートとともに運輸省から設置許可を受け、ふるさと創生資金などを用いて総工費2億3700万円を投じて建設し1993年（平成5年）4月20日に開場。
2015年（平成27年）2月5日、国土交通省が関与する公共用ヘリポートとしての役目を終え、翌日より「乙部町ヘリコプター離着陸場」となった。

## 利用状況
開設当初は年間100回以上の発着を見込み、その後開港した1993年の7月に発生した北海道南西沖地震の際には奥尻島への救助・救援に向かうヘリコプターの中継基地となり、東京消防庁や北海道電力・道庁・警察・報道機関のヘリが利用し、地震後の1週間で延べ約260機が本ヘリポートを利用、7月の1ヶ月間で285回の発着を実施、また乙部町公民館隣の町民グラウンドも自衛隊ヘリの基地として用いられた。
2004年度の発着回数は31回（出典：北海道庁HP新幹線・交通企画局交通企画課掲載資料より）。
- ヘリポート遠景（2019年7月撮影）